# Hroznovice
Hroznovice (Sargassum C. Agardh, 1820, nom. cons.) je rod chaluh rostoucí v tropických mořích. Jsou to hnědé řasy s dobře vyvinutou, i několik metrů dlouhou stélkou. Rod je rozdělován do dvou skupin druhů. První jsou bentické litoralní druhy. Druhou jsou pelagické druhy rostoucí v povrchových vodách volného moře v oblasti Sargasového moře, kde díky specifickým mořským proudům panuje téměř úplné bezvětří. Pelagické rody se rozmnožují pouze nepohlavně fragmentací stélky.

## Zástupci
- Sargassum fluitans – pelagický druh hojný v povrchových vodách Sargasového moře, kterému dal název.[1]
- Sargassum natans – pelagický druh Sargasového moře[1].
- Sargassum filipendula – přisedlý v sublitorálu tropického Atlantiku[1].